# جاكوب كين
جاكوب كين (بالإنجليزية: Jacob Cane)‏ هو لاعب كرة قدم بريطاني، ولد في 20 مايو 1994 في إكزتر في المملكة المتحدة. لعب مع نادي إكزتر سيتي ونادي بول تاون ونادي ويموث.

## وصلات خارجية
- جاكوب كين على موقع قاعدة بيانات كرة القدم.إي يو (الإنجليزية)
- جاكوب كين على موقع Soccerbase.com (لاعب) (الإنجليزية)
- جاكوب كين على موقع Soccerway.com (الإنجليزية)